# Sant Francesc d'Assís de Tuïr
Sant Francesc d'Assís de Tuïr és l'antiga església del convent dels caputxins de la vila de Tuïr, a la comarca del Rosselló.
Està situada a ponent de la vila vella de Tuïr, al peu del camí de Castellnou dels Aspres, actualment a l'avinguda Fauvelle.
És un temple de començaments de l'edat moderna, amb pocs elements d'interès arquitectònic. Desafectada, ha servit molts anys de cort de porcs.